# Araceli Banyuls i Martínez
Araceli Banyuls (Beniopa, 1944 — 9 de maig de 2025) va ser una cantautora valenciana  vinculada a la Nova Cançó. Començà a actuar als inicis de la dècada de 1970. Es considera una de les veus més representatives d'aquest moviment al País Valencià d'aquella època.
Després de passar tres anys en un convent, es traslladà a Barcelona, on cursà estudis d’Infermeria i començà a desenvolupar la seva faceta artística, en contacte amb figures destacades de la Nova Cançó com Lluís Llach i Maria del Mar Bonet.
Va participar en l'espectacle Una de barrets, Llorenç i Pep Torres i Toni Llobet, muntat per Lluís Crous i Andreu Soronelles, i fou finalista del primer concurs Promoció de Noves Veus, fet que li permeté iniciar la seva trajectòria discogràfica.
El 1975 enregistrà la cançó «No deixeu podrir-se el blat» i el 1978 publicà el seu primer àlbum, Adés i ara, amb la discogràfica Auvi i produït per Albert Moraleda. Aquest treball incloïa versions de cançons populars, composicions pròpies i adaptacions de textos de poetes com Vicent Andrés Estellés, Joan Timoneda i Joan Colomines. El tema «No vull tindre penediment» fou inclòs al recopilatori La Nova Cançó (Avui, 1978), al costat de cançons d’altres artistes destacats del moviment. El 1981 participà en el disc 20 anys de cançó al País Valencià, editat per Edigsa.
No publica un nou disc fins al 1987, amb la discogràfica Tecnograsa. Es tracta de l'elapé Grocs i blaus, format per vuit temes propis de caràcter eminentment líric, una cançó popular de bressol («Tanca els ullets») i la musicació d'un text de Joan Costa, autor també del text de presentació de l'àlbum.
Desenvolupà una destacada activitat musical i escènica adreçada al públic infantil, amb treballs com Un día para la esperanza. També es dedicà a la pintura i la literatura. El 2007 la discogràfica Picap publicà l’àlbum Música, ecologia i colors.
L’ajuntament de Gandia li reté un homenatge el 2017 amb motiu del Dia de la Dona. El Col·lectiu Ovidi Montllor la destacà com una de les dones pioneres de la música en català al País Valencià.